# خینالی
خینالی (به لاتین: Xınalı) یک منطقه مسکونی در جمهوری آذربایجان است که در شهرستان گران‌بوی واقع شده است. خینالی ۸۶۵ نفر جمعیت دارد.